# Tiree
Tiree (Tiriodh (pronuncieu [ˈtʰʲiɾʲəɣ]) en gaèlic) és una illa de les Hèbrides Interiors, situada al nord-oest d'Escòcia. Es troba al sud-oest de l'illa de Coll. Té una superfície de 78 km² i una població propera als 800 habitants. Tiree és una illa de baixa altura i summament fèrtil, i l'explotació minifundista i el turisme són els seus puntals econòmics.
El percentatge de parlants de gaèlic a l'illa de Tiree és elevat si considerem els percentatges generals de les Hèbrides Interiors, arribant al 48,6% del cens del 2001).

## Geografia
La població principal de l'illa és Scarinish, i és on hi arriben transbordadors que comuniquen amb Arinagour (illa de Coll) i a Oban ("continent"). Hi ha també un aeroport a Crossapol.
El punt més elevat de Tiree és el Ben Hynish de 141 m, situat al sud de l'illa.

## Referències

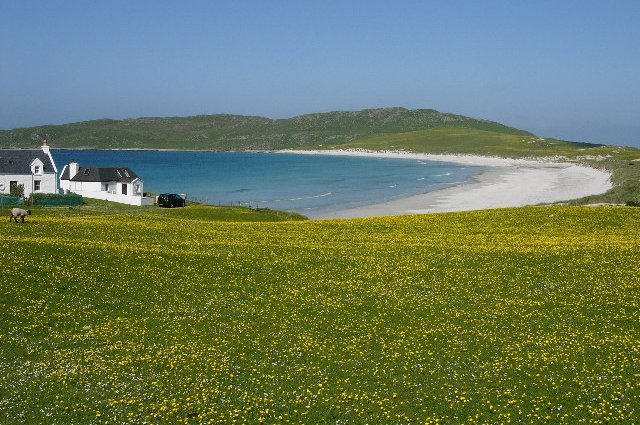
Vista sobre la badia de Balephuil.